# 北金岡駅
北金岡駅（きたかなおかえき）は、秋田県山本郡三種町志戸橋（しとばし）字新田（しんでん）にある、東日本旅客鉄道（JR東日本）奥羽本線の駅である。

## 歴史
- 1944年（昭和19年）6月1日：国鉄の金岡信号場として山本郡金岡村に開設[1][3]。
- 1950年（昭和25年）1月18日：仮乗降場として開業[4]。
- 1952年（昭和27年）2月25日：駅に昇格[3]。北金岡駅として開業[1][3]。
- 1971年（昭和46年）10月1日：荷物扱いを廃止[5]。駅員無配置化[6]。ただし、翌年3月31日までは（日曜・祝日を除く）6時から15時半まで管理駅より職員を1名派遣[新聞 1][新聞 2]。
- 1972年（昭和47年）5月1日：簡易委託化 （金岡農協による）[新聞 3][新聞 4]。
- 1982年（昭和57年）：海上コンテナを改造した駅舎に改築される[新聞 5]。
- 1987年（昭和62年）4月1日：国鉄分割民営化により、東日本旅客鉄道の駅となる[3]。
- 2005年（平成17年）5月1日：利用客減少のため簡易委託を解除、無人化。
- 2006年（平成18年）4月：新駅舎の使用を開始[1]。
- 2024年（令和6年）10月1日：えきねっとQチケのサービスを開始[2][報道 1]。

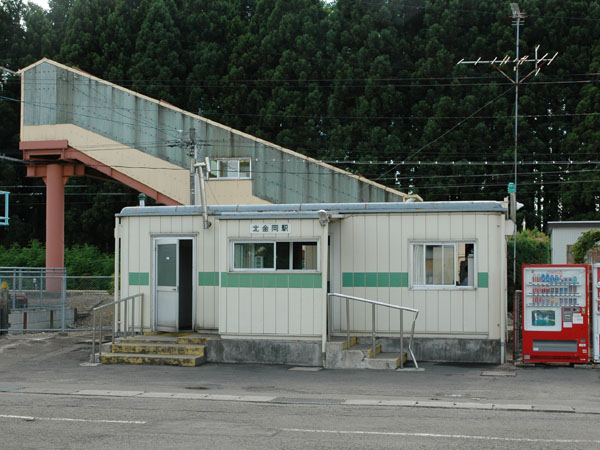
旧駅舎（2004年8月）

## 駅構造
相対式ホーム2面2線を持つ地上駅である。互いのホームは跨線橋で連絡している。
東能代駅管理の無人駅である。乗車駅証明書発行機が設置されている。

### のりば
| 番線 | 路線      | 方向 | 行先     |
| ---- | --------- | ---- | -------- |
| 1    | ■奥羽本線 | 上り | 秋田方面 |
| 2    | ■奥羽本線 | 下り | 青森方面 |

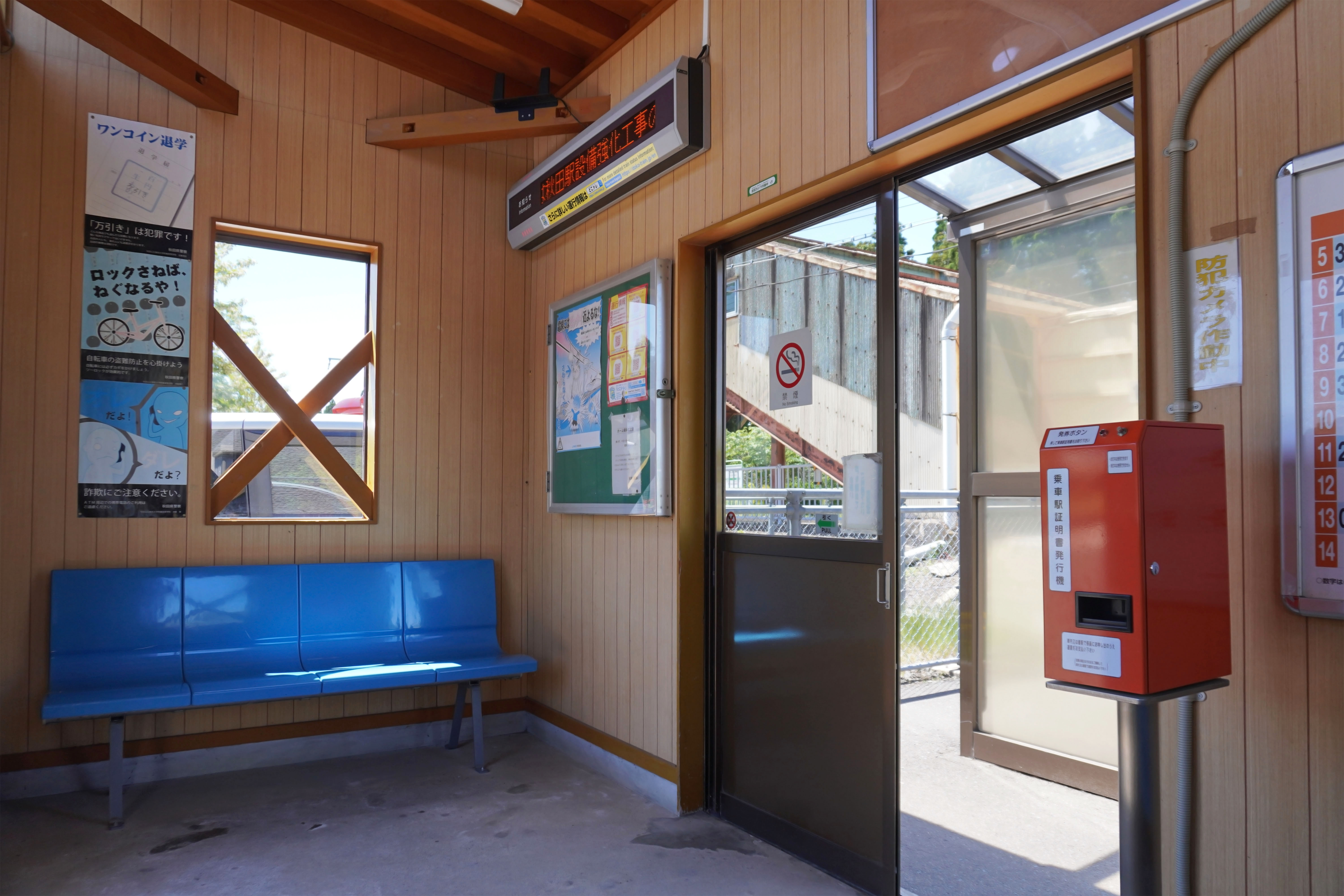
駅舎内（2024年5月）
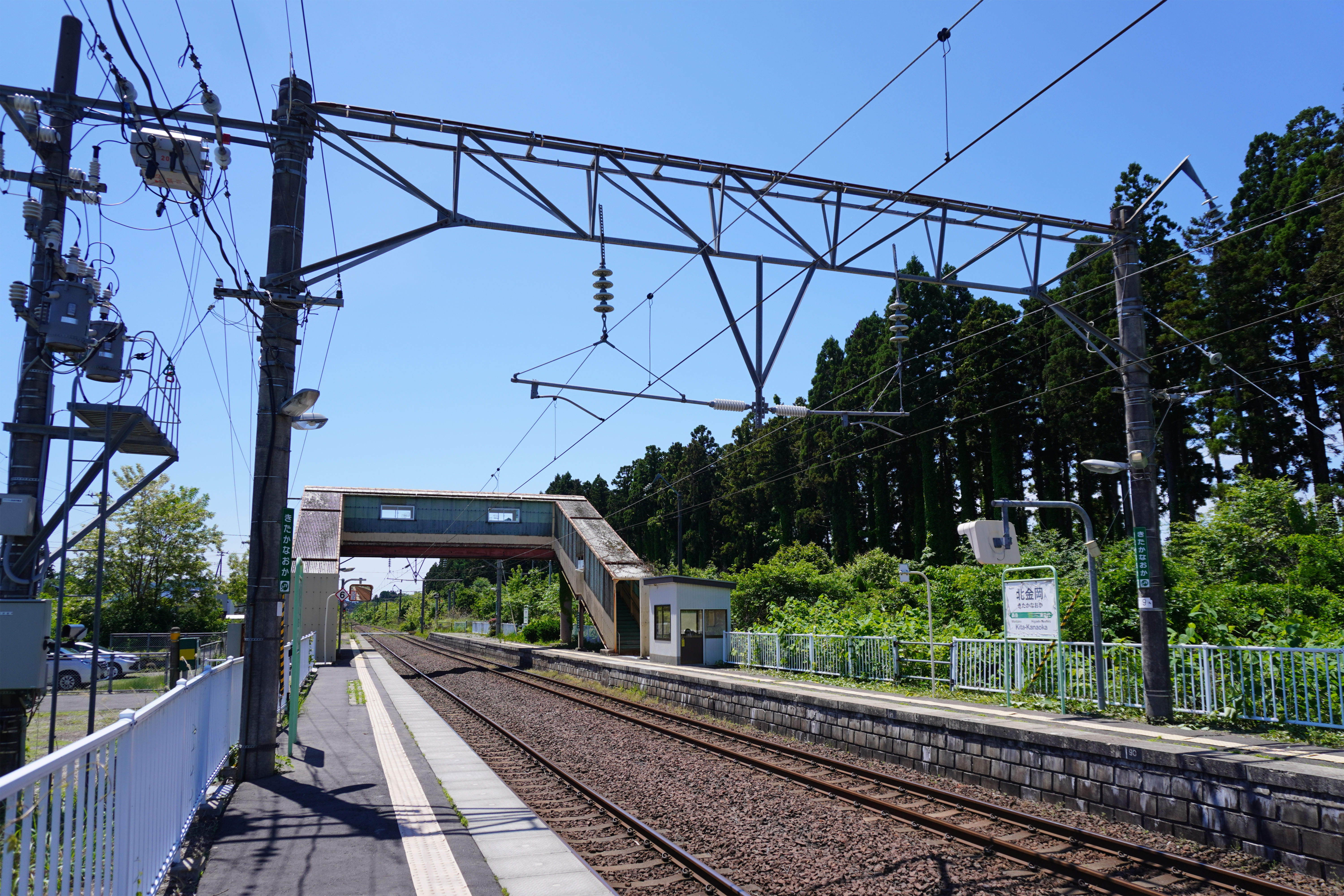
ホーム（2024年5月）

## 利用状況
JR東日本によると、2000年度（平成12年度）- 2008年度（平成20年度）の1日平均乗車人員の推移は以下のとおりであった。
| 乗車人員推移       | 乗車人員推移     | 乗車人員推移   |
| 年度               | 1日平均 乗車人員 | 出典           |
| ------------------ | ---------------- | -------------- |
| 2000年（平成12年） | 105              | [ 利用客数 1 ] |
| 2001年（平成13年） | 92               | [ 利用客数 2 ] |
| 2002年（平成14年） | 93               | [ 利用客数 3 ] |
| 2003年（平成15年） | 92               | [ 利用客数 4 ] |
| 2004年（平成16年） | 86               | [ 利用客数 5 ] |
| 2005年（平成17年） | 74               | [ 利用客数 6 ] |
| 2006年（平成18年） | 68               | [ 利用客数 7 ] |
| 2007年（平成19年） | 76               | [ 利用客数 8 ] |
| 2008年（平成20年） | 70               | [ 利用客数 9 ] |

## 駅周辺
- 志戸橋・志戸橋番楽（秋田県指定無形民俗文化財）
- 山本中島簡易郵便局
- 三種町ふれあいバス「北金岡駅」停留所

## 隣の駅
東日本旅客鉄道（JR東日本）
■奥羽本線
□快速
通過
■普通
森岳駅 - 北金岡駅 - （南能代信号場） - 東能代駅

### 記事本文

#### 報道発表資料
1. ↑  「Suicaエリア外もチケットレスで! 東北エリアから「えきねっとQチケ」がはじまります (PDF)」（プレスリリース）、東日本旅客鉄道、2024年7月11日。2024年8月6日閲覧。

#### 新聞記事
1. ↑  「陳情攻勢で“無人化”が後退 秋鉄局 日中だけ駅員配置 ただし本年度いっぱい」『秋田魁新報』秋田魁新報社、1971年9月29日、朝刊、12面。
2. ↑  「営業体制近代化」『交通新聞』交通協力会、1971年10月5日、1面。
3. ↑  読売新聞昭和47年4月29日朝刊16面秋田読売
4. ↑  「北金岡も“農協駅に"」『秋田魁新報』秋田魁新報社、1972年5月3日、朝刊、11面。
5. ↑  「カプセル駅舎はいかが・・・ 利用者の評判も上々 完成まで一週間 海上コンテナ改良」『交通新聞』交通協力会、1982年12月11日、2面。

### 利用状況
1. ↑  「JR東日本：各駅の乗車人員（2000年度）」東日本旅客鉄道。2025年7月19日閲覧。
2. ↑  「JR東日本：各駅の乗車人員（2001年度）」東日本旅客鉄道。2025年7月19日閲覧。
3. ↑  「JR東日本：各駅の乗車人員（2002年度）」東日本旅客鉄道。2025年7月19日閲覧。
4. ↑  「JR東日本：各駅の乗車人員（2003年度）」東日本旅客鉄道。2025年7月19日閲覧。
5. ↑  「JR東日本：各駅の乗車人員（2004年度）」東日本旅客鉄道。2025年7月19日閲覧。
6. ↑  「JR東日本：各駅の乗車人員（2005年度）」東日本旅客鉄道。2025年7月19日閲覧。
7. ↑  「JR東日本：各駅の乗車人員（2006年度）」東日本旅客鉄道。2025年7月19日閲覧。
8. ↑  「JR東日本：各駅の乗車人員（2007年度）」東日本旅客鉄道。2025年7月19日閲覧。
9. ↑  「JR東日本：各駅の乗車人員（2008年度）」東日本旅客鉄道。2025年7月19日閲覧。